# Meskwaki

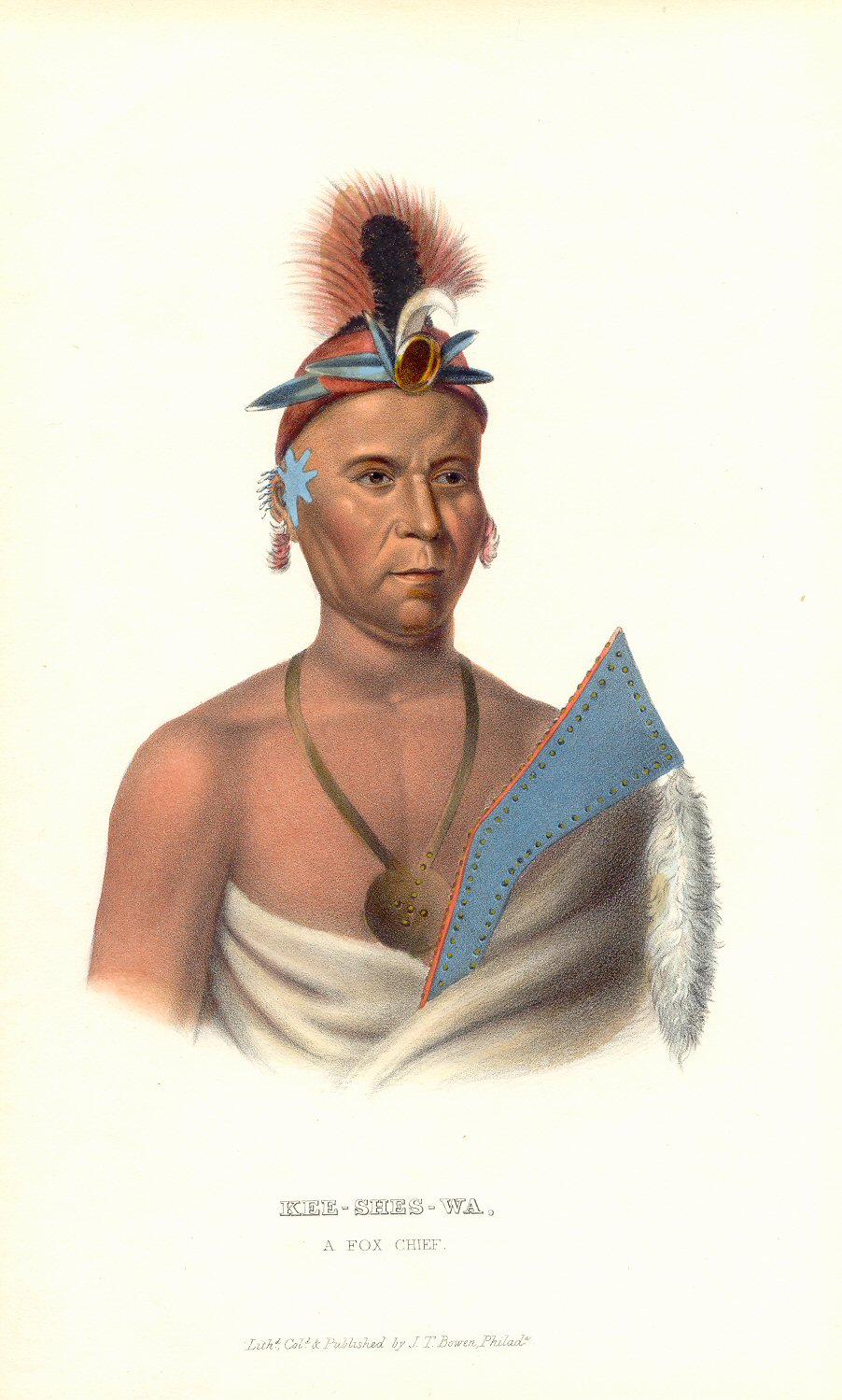
Kee-shes-wa, un capo Fox, tratto da History of the Indian Tribes of North America

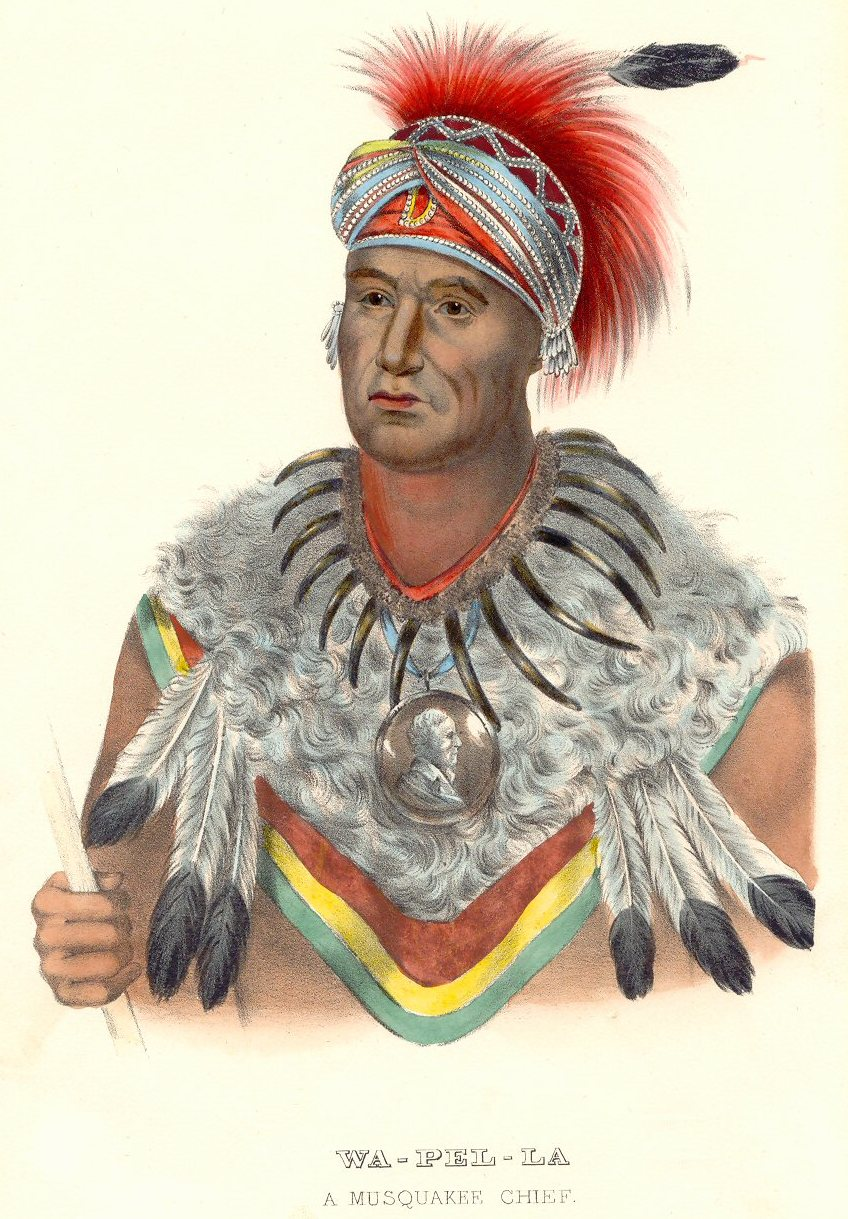
Il capo Wapello; "Wa-pel-la il Principe, Capo Musquakee", da History of the Indian Tribes of North America

I Meskwaki (a volte chiamati Mesquakie o Meskwahki) sono un popolo nativo americano spesso noto agli stranieri come Fox. Sono stati spesso legati strettamente ai Sauk. Nella loro lingua i Meskwaki si autodefiniscono Meshkwahkihaki, che significa "le Terre-Rosse". Storicamente la loro terra era nella regione dei Grandi Laghi. La tribù si formò nella valle del fiume San Lorenzo in Ontario, prima di spostarsi in Michigan, Wisconsin, Illinois e Iowa. Nel XIX secolo la colonizzazione euro-americana li obbligò a spostarsi a sud nelle praterie del Midwest statunitense. I Meskwaki, con la denominazione di "Sac e Fox", hanno attualmente riserve o insediamenti in Iowa, Oklahoma, Kansas e Nebraska.

## Etimologia e lingua
Il nome deriva dal mito della creazione Meskwaki, nel quale l'eroe culturale Wisaka creò i primi umani partendo da argilla rossa. Il nome Fox deriva da un errore dei francesi che volevano applicare il nome del clan "fox" all'intera tribù. Gli anglo-americani, compreso il governo statunitense, adottarono il termine francese Renards (Foxes, le Volpi) trasformandolo in inglese.
I Meskwaki sono di origine algonchina e provengono dalla preistorica area culturale del periodo Woodland. La lingua Meskwaki è un dialetto della lingua parlata da Sauk e Kickapoo, e fa parte della famiglia delle lingue algonchine.
Meskwaki e Sauk sono due gruppi tribali distinti. I legami linguistici e culturali li hanno spesso portati ad essere associati. Nei trattati statunitensi spesso i Sac (anglicizzato in Sauk) ed i Meskwaki sono considerati un'unica tribù, nonostante le identità distinte.

## Storia
Secondo gli archeologi circa 10 000 anni fa gli eurasiatici migrarono nell'odierna America del Nord tramite lo stretto di Bering. Circa 7000 anni fa gruppi di questi migranti raggiunsero e colonizzarono quello che oggi si chiama Ontario, in Canada centrale. All'inizio del I secolo ci fu la "Grande Siccità". Le terre abitate dagli antenati dei Meskwaki non ricevettero abbastanza pioggia per sostenere la popolazione.

### Regione dei Grandi Laghi
I Meskwaki vissero lungo il fiume San Lorenzo nell'odierno Ontario, ad est del Michigan. La tribù contava forse 10 000 membri, ma anni di guerre con gli Uroni, che i francesi rifornivano di armi, e l'esposizione alle malattie infettive europee ne ridusse il numero. Per salvarsi i Meskwaki migrarono verso ovest, prima nella zona tra Saginaw Bay e Detroit ad ovest del lago Huron nell'odierno Michigan, e poi ulteriormente ad ovest in Wisconsin.
I Meskwaki assunsero il controllo del fiume Fox in Wisconsin centro-orientale. Questo fiume divenne vitale per il commercio di pelli della Nuova Francia tra il Canada francese settentrionale ed i porti francesi del golfo del Messico. Facendo parte dei corsi d'acqua navigabili del Fox–Wisconsin, il fiume Fox permetteva di viaggiare dal lago Michigan e dagli altri Grandi Laghi attraverso Green Bay fino al fiume Mississippi.
Al tempo del primo contatto con gli europei nel 1698, i francesi stimarono in 6500 unità il numero di Meskwaki. Nel 1712 erano diventati 3500.

#### Guerre Fox
I Meskwaki combatterono i francesi nelle cosiddette guerre Fox per oltre trent'anni (1701–1742) nel tentativo di difendere le proprie terre. La resistenza Meskwaki al dominio francese fu talmente efficace che il re di Francia firmò un decreto ordinandone il completo sterminio, editto unico nel suo genere nella storia francese. Sauk e Meskwaki si allearono nel 1735 per respingere europei ed altre tribù di nativi.
La prima guerra Fox contro i francesi durò dal 1712 al 1714, e fu scatenata da motivi puramente economici. I francesi volevano il diritto di utilizzare i fiumi per raggiungere il Mississippi. Dopo la seconda guerra Fox del 1728, i restanti 1500 Meskwaki si ridussero a 500. Trovarono rifugio presso i Sac, ma la pressione francese si riversò su quella tribù. Nella seconda guerra Fox i francesi conquistarono l'accesso ai fiumi Fox e Wolf.

### Il Midwest
I membri della tribù Meskwaki si sparsero per tutto il Wisconsin meridionale e lungo l'attuale confine tra Iowa ed Illinois. Nel 1829 il governo degli Stati Uniti stimò esserci 1500 Meskwaki (oltre a 5500 Sac o Sauk). Le due tribù si spostarono a sud dal Wisconsin in Iowa, Illinois e Missouri. Vi sono anche racconti di Meskwaki giunti fino alla contea di Pike, Illinois. Gli Anishinaabeg chiamarono i Meskwaki col nome di Odagaamii, ovvero "persone sull'altra riva", nome che i francesi adottarono storpiandolo in Outagamie. Il nome fu usato per designare l'odierna Contea di Outagamie in Wisconsin.

#### Kansas e Oklahoma
Meskwaki e Sac furono obbligati dai coloni affamati di terra a lasciare il proprio territorio, ed il presidente Andrew Jackson firmò l'Indian Removal Act del 1830 autorizzando la deportazione degli indiani nelle terre ad ovest del Mississippi.
Alcuni Meskwaki furono coinvolti con i Sac nella guerra di Falco Nero per le terre native dell'Illinois. Dopo il termine della guerra nel 1832, gli Stati Uniti d'America fusero ufficialmente le due tribù in un solo gruppo noto come Confederazione Sac e Fox. Tramite una serie di cessioni di terreno sotto il nome di "Sac e Fox", Sauk e Meskwaki persero tutte le loro terre. Poco dopo il governo statunitense obbligò i Sauk in una riserva nel Territorio indiano (attuale Oklahoma).
I Sioux Dakota chiamarono i Meskwaki che fuggirono ad ovest del Mississippi "popolo perduto".
Gli Stati Uniti convinsero Sauk e Meskwaki a vendere i diritti sulle terre dell'Iowa con un trattato dell'ottobre del 1842. Si spostarono ad ovest di una linea definita Red Rock Line nel 1843. Furono poi posti in una riserva in Kansas centro-orientale nel 1845. Alcuni Meskwaki rimasero nascosti in Iowa, mentre altri fecero ritorno dopo pochi anni.

#### Iowa

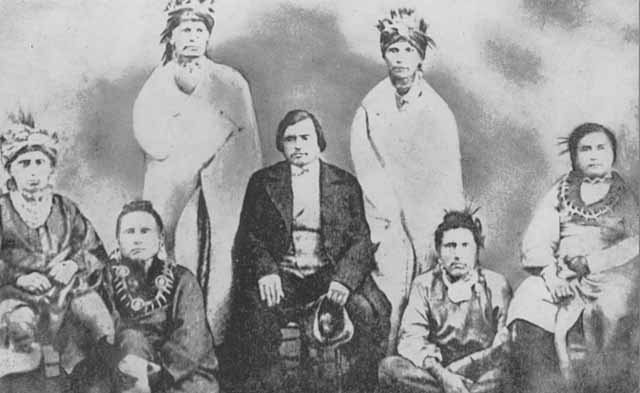
Fotografia del 1857 degli "Indiani Mesquakie responsabili del Meskwaki Settlement" nella Contea di Tama, Iowa

Nel 1851 la legislatura dell'Iowa approvò un atto senza precedenti permettendo ai Meskwaki di acquistare terra statale per risiedervi. Solitamente ai nativi americani non era permesso, dato che il governo federale non li considerava cittadini statunitensi.
Nel 1857 i Meskwaki acquistarono il primo appezzamento da 323 748 m² nella Contea di Tama che prende il nome da Taimah, un capo Meskwaki dell'inizio del XIX secolo. Molti Meskwaki si trasferirono nel Meskwaki Settlement nei pressi di Tama, fondato nel 1857.
Il governo statunitense cercò di ricacciare la tribù nella riserva del Kansas appellandosi ai vecchi trattati. Dieci anni dopo il governo iniziò a pagare le rendite ai Meskwaki dell'Iowa. Riconobbero i Meskwaki come Sac e Fox del Mississippi in Iowa. Lo status giuridico non fu chiaro. La tribù aveva un riconoscimento federale da parte del Bureau of Indian Affairs. Aveva anche relazioni con lo stato dell'Iowa a causa della terra venduta loro dal governatore.
Nei successivi 30 anni i Meskwaki furono ignorati dallo stato centrale e dalle sue leggi. In seguito vissero in modo più indipendente rispetto alle altre tribù chiuse nelle riserve. Per risolvere quest'ambiguità, nel 1896 lo stato dell'Iowa cedette al governo federale la giurisdizione sui Meskwaki.

## XX secolo
Nel 1910 Sac e Meskwaki erano in tutto 1000 persone. Nel 2000 erano saliti a 4000.
Durante la seconda guerra mondiale i Meskwaki furono utilizzati non solo come combattenti, ma anche come code talker, assieme ai Navajo e ad altri indiani che parlavano lingue quasi sconosciute. I Meskwaki usarono la propria lingua contro i tedeschi in Nordafrica. Ventisette Meskwaki, allora il 16% dei Meskwaki dell'Iowa, si arruolarono nello United States Army nel gennaio 1941.
L'odierno Meskwaki Settlement nella Contea di Tama contiene un casino, scuole tribali, tribunali tribali ed una loro politica.

## Tribù contemporanee
Oggi i Sac e Fox riconosciuti dal governo federale sono:
- Nazione Sac e Fox, a Stroud (Oklahoma);
- Sac e Fox del Mississippi in Iowa, a Tama;
- Nazione Sac e Fox del Missouri in Kansas e Nebraska, a Reserve (Kansas).[3]